# EuroChallenge
De basketbalcompetitie EuroChallenge ontstond in 2003. Sinds het seizoen 2004-05 was de EuroChallenge het derde internationale basketbalcompetitie voor herenclubs in Europa na de EuroLeague en de EuroCup (beide onder de vlag van ULEB). In het seizoen 2014-15 werd voor de laatste keer om de beker gespeeld.

## De verschillende namen voor het toernooi
- 2004 tot 2005 - FIBA Europe League
- 2006 tot 2008 - FIBA EuroCup
- 2009 tot 2015 - FIBA Europe EuroChallenge

## Winnaars van de EuroChallenge
| Jaar | Plaats    | Winnaar                   | Uitslag | Tegenstander                     |                                  | 3e           | Uitslag                  | 4e |
| ---- | --------- | ------------------------- | ------- | -------------------------------- | -------------------------------- | ------------ | ------------------------ | -- |
| 2004 | Kazan     | UNICS Kazan               | 87 - 63 | Maroussi TIM                     | Hapoel Tel Aviv                  | 112 - 104    | Ural-Great Perm          |    |
| 2005 | Istanbul  | Dinamo Sint-Petersburg    | 85 - 74 | BK Kiev                          | Chimki Oblast Moskou             | 86 - 79      | Fenerbahçe               |    |
| 2006 | Kiev      | DKV Joventut Badalona     | 88 - 63 | Chimki Oblast Moskou             | BK Kiev                          | 83 - 81      | Dinamo Sint-Petersburg   |    |
| 2007 | Girona    | Akasvayu Girona           | 87 - 63 | Azovmasj Marioepol               | VidiVici Bologna                 | 82 - 60      | MMT Estudiantes Madrid   |    |
| 2008 | Limasol   | Barons/LMT Riga           | 63 - 62 | Dexia Mons-Hainaut               | Proteas EKA AEL                  | 79 - 70      | Tartu Ülikool/Rock       |    |
| 2009 | Bologna   | Virtus BolognaFiere       | 77 - 75 | Cholet Basket                    | Trioemf Oblast Moskou Ljoebertsy | 94 - 82      | Proteas EKA AEL          |    |
| 2010 | Göttingen | BG Göttingen              | 83 - 75 | Krasnye Krylja Samara            | Chorale Roanne Basket            | 86 - 80      | Scavolini Spar Pesaro    |    |
| 2011 | Oostende  | Krka Novo mesto           | 83 - 77 | Lokomotiv-Koeban Krasnodar       | Telenet Oostende                 | 94 - 92      | Spartak Sint-Petersburg  |    |
| 2012 | Debrecen  | Beşiktaş Milangaz         | 91 - 86 | Élan Chalon-sur-Saône            | Trioemf Oblast Moskou Ljoebertsy | 94 - 87      | Szolnoki Olaj            |    |
| 2013 | İzmir     | Krasnye Krylja Samara     | 77 - 76 | Pınar Karşıyaka                  | EWE Baskets                      | 84 - 76      | BCM Gravelines-Dunkerque |    |
| 2014 | Bologna   | Grissin Bon Reggio Emilia | 79 - 65 | Trioemf Oblast Moskou Ljoebertsy | Gaziantep Royal Halı             | 87 - 75 (OT) | Szolnoki Olaj            |    |
| 2015 | Trabzon   | JSF Nanterre              | 64 - 63 | Trabzonspor BK                   | CS Energia Târgu Jiu             | 83 - 80      | Fraport Skyliners        |    |

## Winnaars aller tijden

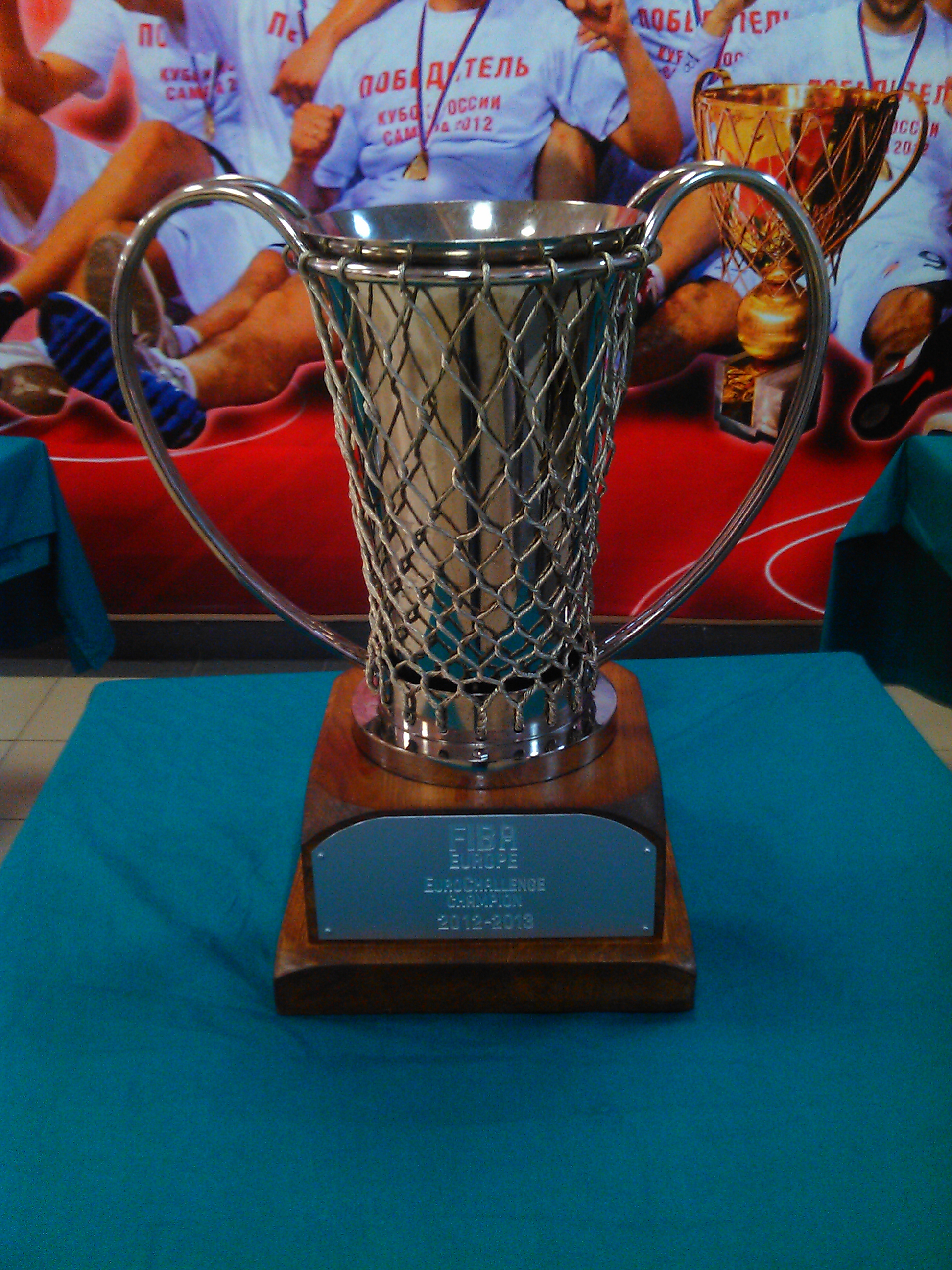
EuroChallenge 2013

| Cups | Club                      | In:  |
| ---- | ------------------------- | ---- |
| 1    | UNICS Kazan               | 2004 |
| 1    | Dinamo Sint-Petersburg    | 2005 |
| 1    | DKV Joventut Badalona     | 2006 |
| 1    | Akasvayu Girona           | 2007 |
| 1    | Barons/LMT Riga           | 2008 |
| 1    | Virtus BolognaFiere       | 2009 |
| 1    | BG Göttingen              | 2010 |
| 1    | Krka Novo mesto           | 2011 |
| 1    | Beşiktaş Milangaz         | 2012 |
| 1    | Krasnye Krylja Samara     | 2013 |
| 1    | Grissin Bon Reggio Emilia | 2014 |
| 1    | JSF Nanterre              | 2015 |

## Per land
| Cups | x clubs | Land      |
| ---- | ------- | --------- |
| 3    | 3       | Rusland   |
| 2    | 2       | Spanje    |
| 2    | 2       | Italië    |
| 1    | 1       | Letland   |
| 1    | 1       | Duitsland |
| 1    | 1       | Slovenië  |
| 1    | 1       | Turkije   |
| 1    | 1       | Frankrijk |

## Nederlandse deelnemers
Clubs uit Nederland die deel hebben genomen aan EuroChallenge seizoenen (alleen deelnemers groepsfasen zijn opgenomen).
| Seizoen | No. | Teams     | Teams     | Teams     |
| ------- | --- | --------- | --------- | --------- |
| 2005–06 | 1   | Groningen |           |           |
| 2007–08 | 1   | Amsterdam |           |           |
| 2008–09 | 2   | Den Bosch | Amsterdam |           |
| 2009–10 | 2   | Den Bosch | Amsterdam |           |
| 2011–12 | 1   | Leiden    |           |           |
| 2013–14 | 3   | Den Bosch | Leiden    | Groningen |
| 2014–15 | 1   | Den Bosch |           |           |